# 塔塔 (摩洛哥)
29°44′34″N 7°58′21″W / 29.74278°N 7.97250°W

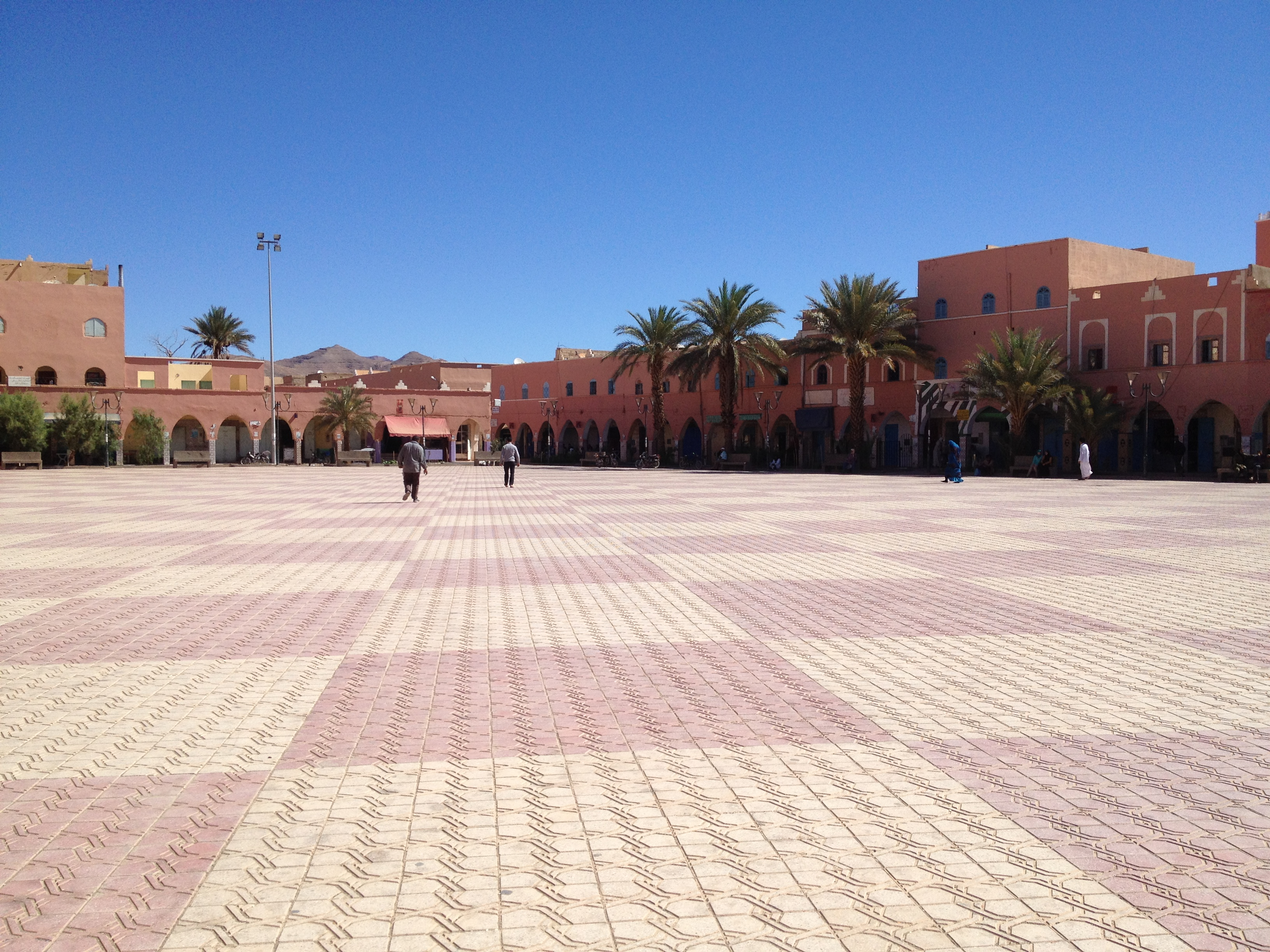
塔塔

塔塔（阿拉伯语：‎，羅馬化：Tata）是摩洛哥的城鎮，位於該國中北部，由蘇斯-馬塞大區負責管轄，是塔塔省的首府，海拔高度670米，面積15.1平方公里，2014年人口18,611，人口密度每平方公里1,233人。